# 宮本和知
宮本 和知（みやもと かずとも、1964年2月13日 - ）は、山口県下関市出身の元プロ野球選手（投手）。司会者、タレント、スポーツコメンテーター、野球解説者、野球評論家などを経て、2019年から2021年まで読売ジャイアンツの投手総合コーチを務め（タレント業や解説・評論家、球団社長付アドバイザーと並行で）2023年からは読売ジャイアンツ女子チームの監督を務める。
1984年のロサンゼルスオリンピック・野球の金メダリスト。

## 経歴

### プロ入り前
山口県下関市出身。小学校3年よりサッカーを始める。中学校時代はサッカー部に入部もすぐ退部し、野球を始める。中学生のころ父や兄、弟と自分の4人で毎朝下関の海岸沿いを走っており、プロ野球選手になれたのはこの時の基礎体力のおかげと話す。山口県立下関工業高等学校2年の時、投手に転向。1980年の秋季中国大会に進出するが、準々決勝で岡山理大付に敗退。翌1981年夏の山口大会でも準決勝に進むが、下関商に惜敗し、甲子園には出場できなかった。高校卒業後、社会人野球の川崎製鉄水島製鉄所野球部へ入団。
1983年には、日本鋼管福山の補強選手として都市対抗に出場。翌1984年も川崎製鉄水島のエースとして都市対抗予選で好投し、チームを初出場に導く。一方、同年に公開競技として初めて開催されたロサンゼルスオリンピック野球日本代表に選出される。都市対抗は欠場したが、オリンピックでの金メダル獲得に貢献した。同年のプロ野球ドラフト会議で読売ジャイアンツから3位指名を受け、入団。入団発表の前日にサッカーをやっていて足首をケガして、入団発表を欠席する前代未聞の失態を演じた。入団当初の背番号は13。

### プロ入り後
入団当初は王貞治監督のもとで1年目から主に中継ぎとして起用され、38試合に登板。9月5日の対広島戦（後楽園球場）で、山本浩二に単独3位となる通算505号本塁打を打たれている。
1987年8月9日の対中日戦（ナゴヤ球場）では、チームは近藤真一に初登板でノーヒットノーランを献上し、その際の負け投手となるなど、数年間は肩の故障もあり伸び悩んだ。
1989年に藤田元司監督が就任すると、左の先発投手として積極的に起用された。それに応えるように宮本もシーズン後半から先発要員の1人として一軍に定着。この年プロ入り初完投・初完封を記録し、5勝を記録した。10月6日、対大洋戦では完封勝利を収め、リーグ優勝時の胴上げ投手となった。
1989年の日本シリーズ第7戦（藤井寺球場）では、先発・香田勲男の後を受けて6回裏からゲームセットまで投げ抜き、セーブ投手となり、日本シリーズ胴上げ投手にもなった。
1990年には自身初の規定投球回数に到達し、自身初の2桁勝利となる自己最多の14勝、10完投を記録した。9月8日にチームが優勝を決めた際の投手であった（サヨナラ勝ちでの優勝のため、優勝時にマウンドにいたわけではないが、前年のリーグ優勝・日本一に引き続いて3連続で胴上げ投手になったと言われることもある）。
1991年は背番号を21に変更。10勝を挙げ、2年連続2桁勝利を挙げたが、前年より防御率が改善されたにもかかわらず貧打に悩むチーム事情が絡み、11敗と負け越した。
1992年5月3日のヤクルト戦で広沢克己から、9月9日の大洋戦で代打の青山道雄から1年で2度満塁本塁打を打たれた。
1993年に就任した長嶋茂雄監督のもとで、同年から翌1994年にかけては先発登板することもあったが、リリーフ起用も多かった（1994年の決勝打、登板のなかった10.8決戦関係）。しかし、1995年は先発5・6番手として、ローテの谷間を担い、7連勝を記録するなど復調を果たした。
1996年は優勝決定試合の10月6日、対中日戦（ナゴヤ球場最後の公式戦）で先発したが、矢野輝弘に同点本塁打を打たれる等、早々と降板させられた。それでも、桑田真澄・槙原寛己らが故障で離脱した先発陣を支え、長嶋監督が命名した「レフティーズ」の1人として優勝に大きく貢献した。
1997年には、6月17日のヤクルトスワローズ戦では延長戦で野手を使い切っていた状況を受け、代打起用（三振）されたりもしたが、開幕2日目に追突事故で頚椎を痛めた後遺症の影響もあり、同年限りで現役引退を表明。
同年9月28日の対中日戦（東京ドーム）が公式戦最終登板となり、9回表二死の場面での登板でレオ・ゴメスを抑え、有終の美を飾り、ナインから胴上げされ、勝利投手の先発バルビーノ・ガルベスとも握手した。
1990年代の巨人の先発投手では貴重な左腕投手として活躍を続け、150km/h近い球威のある速球と大きく割れる縦のカーブとスライダー、チェンジアップを武器に5回のセントラル・リーグ優勝、及び2度の日本シリーズ優勝に貢献した。投手会長を長期に亘って歴任し、現役晩年には選手会長を務めるなどリーダーシップの高さには内外から定評があった。

### 現役引退後
引退後は明るいキャラクターを生かし、タレント、スポーツコメンテーターとして活躍。日本テレビ「ズームイン!!サタデー」のコメンテーターを始め、1998年は日本テレビのスポット契約・RFラジオ日本野球解説者、シーズンオフには「まるごとジャイアンツ倶楽部」のパーソナリティー、BS日テレ「デジナマジャイアンツ」キャスターの他、サンテレビジョンの「ゴルフの達人シリーズ」の司会も務めた。
プロ野球マスターズリーグ、札幌アンビシャスの投手としても活躍していた。
同郷の山本譲二主宰のクラブチーム「山口きららマウントG」に参画している。2006年、茨城ゴールデンゴールズとの親善試合にゲスト登板した。
TBS系列平日正午枠の番組の司会に抜擢され、1998年4月より「宮本和知の熱血!昼休み」が放送された。しかし視聴率は低迷し、1.4%という当時のワースト記録を更新し、6か月で打ち切られた。その後、「おもいッきりテレビ」には2007年4月から9月の打ち切りまで不定期で出演した（みのもんた休養時には司会を務めたこともある）。
「ウッチャンナンチャンのウリナリ!!」でドーバー海峡横断部に欠員ができた際、同部の勧誘を引き受けて入部。しかし、怪我で活動を続けることが難しくなり、元テニス選手の神尾米を代わりとして同部に紹介し、神尾の入部と入れ替わる形で脱退した。
2013年シーズンより、『ニッポン放送ショウアップナイター』の野球解説者に就任。

### 巨人コーチ時代
2019年シーズンには巨人の一軍投手総合コーチに就任。試合時はベンチを担当する。この年の秋季キャンプでは投手に球速150km/h以上と打率.150以上をノルマにとする「ストロベリー大作戦」を実行していた。原監督も「やっぱり勝ってる投手は自分で自分を守っている。ルール上、9人で戦うわけだから。『俺はピッチャーだから投げればいいんだ』では、チームの勝利というものを冒涜している」と投手に9人目の打者としての自覚を促し、宮本の投手の打撃に対する考えに同調していた。後に里崎智也も、この考えがセ・リーグを強くするものだと一定の評価をしている。
2020年シーズンからは一軍投手チーフコーチ。

### コーチ退任後
2022年からは巨人の球団社長付アドバイザーに就任し、新設される巨人の女子チームの立ち上げなどの野球振興業務に関わることになった。また、ジャイアンツアカデミーの校長に就任。並行して日テレジータス・ニッポン放送の野球解説者に復帰したほか、スポーツ報知と専属野球評論家契約も締結した。

#### 巨人女子・監督時代
2022年11月17日、23年シーズンから本格的に活動開始する「読売ジャイアンツ女子チーム」の初代監督に就任（球団社長付アドバイザー、タレント業や解説業・報知 評論家など以前から行っていた業務も引き続き並行している）。2023年末にアカデミー校長を退任する。

## 人物
2007年、芸能人女子フットサルチーム「XANADU loves NHC」の監督に就任。
TUBEの前田亘輝と親交があり、1998年には前田プロデュースの「All or Nothing」で歌手デビューしている。この曲は日本テレビ「劇空間プロ野球'98」のイメージソングに使用された。事務所名の「エムズブラボー」はTUBEのアルバムタイトル「Bravo!」に由来している。
24歳の時に結婚し一女をもうける。1996年に離婚。長女は宮本が引き取り、子育てのために山口から両親を呼び寄せた。
2008年9月、12歳年下の日本舞踊家（正派若柳流）・若柳きららと再婚したことを「ズームイン!!サタデー」で発表した。再婚後1女をもうける。
2025年3月、横須賀米軍基地内の強豪校、Kinnick high school硬式野球部の臨時コーチを務める。

## 女子硬式野球との関係
読売ジャイアンツ女子チーム（以下、巨人女子）創設という考えに至ったのは、宮本が主宰し総監督を務めている学童野球チームに小学5年時に入団した（巨人女子創設メンバーの）金満梨々那との出会いがきっかけのひとつである。その後も高校や大学・女子野球日本代表など女子硬式野球の現場と繋がりができ、プロ選手に助言するなどの交流機会・応援番組出演や、野球教室での男子・女子選手への指導や大会支援など、女子野球の将来性や課題などを学んできた。
宮本は（指導者育成など、女性が野球入門レベルの幼児・学童野球に関わることで、野球の楽しさを知り継続してもらうことで、競技人口維持ひいては野球界の維持発展に繋がればという意味で）「今後、男子プロ野球を支えて行くのは女子野球」であると原辰徳にも話をしており、プロの活動休止を知った2019年に原の協力もあり宮本が巨人軍オーナーの山口寿一へ直談判で女子野球について話す機会を得たことで、本格的な創設準備に至った(西武 (運営会社は別)・阪神に続いて3チーム目)。
巨人女子の目的や方向性として、女子選手の目指す場所を作る、多くの野球ファンや関係者に女子野球の存在や課題を周知する、アカデミーなどで野球指導の経験を積み将来の女性指導者を育成する、雇用と野球を両立する（いわゆるデュアルキャリア）などを挙げている。
女子選手が野球を始めたきっかけには兄弟や父親が野球をしていたからという理由が多く、宮本はNPB球団がチームを持つ必要性があるという考えを持っている。また、女子野球をきっかけに性別を問わず野球に関心を持ったり親子で練習できるようになればと希望を持ち、将来像としてプロ契約化の目標を公言している。「本来なら安易に″プロ化″という言葉を使ってはならないが、それを目標に活動していかなければ（懸命に練習や試合に臨む）選手たちに対して失礼だと思う」「頑張っている彼女たちの思いを私たちは大切に育成する必要がある」「この目標は簡単なことではないが勝利に対するこだわりを持ち、女子野球のレベル底上げに貢献し、プロ化に向けて取り組まなければならない」という考えの元での発言だと理由を明かしている。

## 詳細情報

### 年度別投手成績
| 年 度      | 球 団      | 登 板 | 先 発 | 完 投 | 完 封 | 無 四 球 | 勝 利 | 敗 戦 | セ 丨 ブ | ホ 丨 ル ド | 勝 率 | 打 者 | 投 球 回 | 被 安 打 | 被 本 塁 打 | 与 四 球 | 敬 遠 | 与 死 球 | 奪 三 振 | 暴 投 | ボ 丨 ク | 失 点 | 自 責 点 | 防 御 率 | W H I P |
| ---------- | ---------- | ----- | ----- | ----- | ----- | -------- | ----- | ----- | -------- | ----------- | ----- | ----- | -------- | -------- | ----------- | -------- | ----- | -------- | -------- | ----- | -------- | ----- | -------- | -------- | ------- |
| 1985       | 巨人       | 38    | 0     | 0     | 0     | 0        | 2     | 2     | 0        | --          | .500  | 190   | 46.0     | 33       | 4           | 24       | 1     | 0        | 50       | 2     | 0        | 16    | 14       | 2.74     | 1.24    |
| 1986       | 巨人       | 22    | 9     | 0     | 0     | 0        | 1     | 3     | 0        | --          | .250  | 280   | 61.0     | 74       | 13          | 25       | 2     | 3        | 59       | 1     | 0        | 34    | 33       | 4.87     | 1.62    |
| 1987       | 巨人       | 7     | 2     | 0     | 0     | 0        | 0     | 1     | 0        | --          | .000  | 64    | 14.1     | 16       | 3           | 6        | 1     | 1        | 12       | 0     | 0        | 9     | 9        | 5.65     | 1.53    |
| 1988       | 巨人       | 4     | 0     | 0     | 0     | 0        | 0     | 0     | 0        | --          | ----  | 15    | 2.2      | 5        | 1           | 3        | 0     | 0        | 0        | 0     | 0        | 4     | 4        | 13.50    | 3.00    |
| 1989       | 巨人       | 18    | 12    | 5     | 2     | 0        | 5     | 7     | 0        | --          | .417  | 422   | 102.1    | 93       | 7           | 35       | 1     | 5        | 97       | 2     | 0        | 32    | 31       | 2.73     | 1.25    |
| 1990       | 巨人       | 28    | 24    | 10    | 0     | 0        | 14    | 6     | 1        | --          | .700  | 784   | 190.1    | 165      | 18          | 72       | 2     | 4        | 166      | 8     | 1        | 83    | 78       | 3.69     | 1.25    |
| 1991       | 巨人       | 30    | 23    | 10    | 2     | 0        | 10    | 11    | 2        | --          | .476  | 792   | 189.2    | 169      | 21          | 75       | 1     | 1        | 143      | 2     | 0        | 81    | 71       | 3.37     | 1.29    |
| 1992       | 巨人       | 28    | 22    | 4     | 1     | 0        | 9     | 9     | 1        | --          | .500  | 662   | 157.0    | 141      | 13          | 63       | 2     | 1        | 146      | 7     | 1        | 64    | 56       | 3.21     | 1.30    |
| 1993       | 巨人       | 26    | 20    | 2     | 0     | 0        | 5     | 8     | 0        | --          | .385  | 513   | 116.1    | 118      | 17          | 50       | 3     | 7        | 109      | 2     | 0        | 50    | 44       | 3.40     | 1.44    |
| 1994       | 巨人       | 25    | 10    | 1     | 0     | 0        | 4     | 7     | 0        | --          | .364  | 270   | 59.2     | 79       | 7           | 24       | 0     | 0        | 37       | 0     | 0        | 40    | 39       | 5.88     | 1.73    |
| 1995       | 巨人       | 18    | 18    | 2     | 0     | 0        | 7     | 1     | 0        | --          | .875  | 427   | 98.2     | 94       | 11          | 46       | 1     | 3        | 68       | 6     | 0        | 44    | 40       | 3.65     | 1.42    |
| 1996       | 巨人       | 23    | 18    | 2     | 2     | 0        | 5     | 3     | 0        | --          | .625  | 432   | 100.1    | 97       | 11          | 38       | 1     | 2        | 52       | 2     | 1        | 35    | 34       | 3.05     | 1.35    |
| 1997       | 巨人       | 20    | 11    | 1     | 1     | 0        | 4     | 4     | 0        | --          | .500  | 257   | 59.2     | 66       | 7           | 19       | 0     | 1        | 28       | 0     | 0        | 28    | 26       | 3.92     | 1.42    |
| 通算：13年 | 通算：13年 | 287   | 169   | 37    | 8     | 0        | 66    | 62    | 4        | --          | .516  | 5108  | 1198.0   | 1150     | 133         | 480      | 15    | 28       | 967      | 32    | 3        | 520   | 479      | 3.60     | 1.36    |

- 各年度の太字はリーグ最高

### 記録
初記録
- 初登板：1985年6月15日、対広島東洋カープ8回戦（後楽園球場）、9回表に2番手として救援登板・完了、1回無失点
- 初奪三振：同上、9回表に小早川毅彦から
- 初勝利：1985年7月31日、対広島東洋カープ13回戦（広島市民球場）、3回裏二死に2番手として救援登板、4回1/3を無失点
- 初先発：1986年4月6日、対ヤクルトスワローズ3回戦（後楽園球場）、5回2失点
- 初先発勝利：1986年10月4日、対阪神タイガース26回戦（阪神甲子園球場）、5回1/3を無失点
- 初完投勝利：1989年8月5日、対横浜大洋ホエールズ16回戦（横浜スタジアム）、9回3失点（自責点2）
- 初完封勝利：1989年9月10日、対広島東洋カープ21回戦（広島市民球場）
- 初セーブ：1990年7月8日、対横浜大洋ホエールズ17回戦（東京ドーム）、8回表二死に2番手として救援登板・完了、1回1/3を無失点

節目の記録
- 1000投球回：1995年8月3日、対広島東洋カープ16回戦（東京ドーム） ※史上263人目

その他の記録
- 3者連続3球三振：1994年8月17日、対中日ドラゴンズ21回戦（東京ドーム）、3回表に鳥越裕介・佐藤秀樹・立浪和義から ※史上11人目（セ・リーグ7人目）[40]

### 背番号
- 13（1985年 - 1990年）
- 21（1991年 - 1997年）
- 81（2019年 - 2021年、2023年 - ）

## 出演

### プロ野球関係
- ズームイン!!サタデー（日本テレビ）　1998年1月10日 - 2018年12月22日、2022年1月8日 -（不定期）
  - プロ野球熱ケツ情報（日テレG+　地上波で放送されたものの再構成版） - 巨人軍コーチ就任後はインタビューを受ける側として出演。
- 超ジャイアンツ（日テレG+　メインキャスター）
- 勇者のスタジアム・プロ野球好珍プレー（日本テレビ）レギュラーパネラー
- ベースボールTV（日本テレビ）月1度の野球情報番組
- SpoMaga→アスリートLiveTV（BS日テレ）
- まるごとジャイアンツ倶楽部（RFラジオ日本）パーソナリティー
- デジナマジャイアンツ（BS日テレ）キャスター

### その他のテレビ番組
- 宮本和知の熱血!昼休み（TBS）司会　1998年3月30日 - 9月25日
- 午後は○○おもいッきりテレビ（日本テレビ系）（総合司会のみのもんたの夏休み時には総合司会代理を務めたこともある）
- ゴルフの達人シリーズ（サンテレビジョン）司会
- ビックカメラTVショッピング（通販番組、高橋里華と共演）
- 趣味悠々〜シーン別デジタルカメラ撮影術入門〜（2008年9月 - 12月、NHK教育）
- 情報ライブ ミヤネ屋（読売テレビ）金曜日「みんな大好きミヤスポ!」担当。場合によってコメンテーターを兼務することがある。
- おいしい楽園。（静岡第一テレビ、2013年4月 - 2014年3月）

### テレビドラマ
- 「てっぺん」（1999年7月8日 - 9月16日、テレビ朝日） - 中島明弘 役
- 「和田アキ子物語」（2008年6月20日、フジテレビ）
- 「東京DOGS」第7話ゲスト：小沢監督 役（2009年11月30日、フジテレビ）
- 「初森ベマーズ」第9話ゲスト：宮本投手 役（2015年9月5日、テレビ東京）

### ゲーム
- 龍が如く5 夢、叶えし者（セガ） - 野球解説 役
- プロ野球スピリッツシリーズ（コナミデジタルエンタテインメント）- 解説者として声の出演
  - プロ野球スピリッツ2004
  - プロ野球スピリッツ2
  - プロ野球スピリッツ3
  - プロ野球スピリッツ4
  - プロ野球スピリッツ5

### CM
- 松尾ジンギスカン（北海道限定ローカルCM）
- 近未來通信
- 延田グループ パチンコ・パチスロ店「123」
- LUCIDA TOWER

### その他
- 株式会社マジカル 健康事業部「離煙パイプ」イメージキャラクター